# Cercle (Dordonya)
|  | No s'ha de confondre amb Cercle. |

Cercle (en francès Cercles) és un municipi francès situat al departament de la Dordonya i a la regió de la Nova Aquitània.

## Demografia
| 1962                                       | 1968 | 1975 | 1982 | 1990 | 1999 | 2007 |
| ------------------------------------------ | ---- | ---- | ---- | ---- | ---- | ---- |
| 218                                        | 231  | 183  | 187  | 207  | 173  | 177  |
| Des de 1962: població sense dobles comptes |      |      |      |      |      |      |

## Administració
| Període   | Identitat        | Partit |
| --------- | ---------------- | ------ |
| 1995-2008 | Bernard Leneutre |        |
| 2008-     | Francis Jarreton |        |